# Hàng hóa toàn cầu
Trong kinh tế, hàng hóa là một mặt hàng có thể trao đổi được sản xuất để thỏa mãn các mong muốn hoặc nhu cầu. Hàng hóa toàn cầu gồm hàng hóa và dịch vụ.
Ý nghĩa đặc biệt hơn của thuật ngữ hàng hóa toàn cầu hay còn được gọi là thương phẩm chỉ được áp dụng cho hàng hóa kinh tế. Nó được dùng để mô tả một lớp các hàng hóa có nhu cầu đối với chúng, nhưng chúng được cung cấp không xét đến sự khác biệt phẩm chất giữa các thị trường. Một hàng hóa toàn cầu có đầy đủ hoặc một phần tính có thể thay thế, nghĩa là thị trường xem các trường hợp khác biệt của nó tương đương hoặc gần như vậy mà không quan tâm đến những người sản xuất ra chúng. Karl Marx từng miêu tả như sau: "Từ hương vị của lúa mì không thể nói ai là người tạo ra nó, một nông nô Nga, một nông dân Pháp hay một tư sản Anh."
 Dầu mỏ và đồng là các ví dụ khác của những hàng hóa toàn cầu như vậy, cung và cầu của chúng là một phần của một thị trường chung. Các món hàng không được xem là hàng hoá toàn cầu hay thương phẩm như các hệ thống âm thanh nổi, mặt khác, có nhiều điểm khác biệt trong sản phẩm, chẳng hạn như thương hiệu, giao diện người dùng và chất lượng cảm nhận. Nhu cầu về một loại hệ thống âm thanh nổi cụ thể có thể lớn hơn nhiều so với nhu cầu cho một hệ thống khác.
Ngoài ra, theo Karl Maxr: " Một đơn vị hàng hóa có thể có nhiều giá trị sử dụng tùy thuộc vào người dùng hàng hóa đó "
Một trong những đặc trưng của hàng hóa toàn cầu là giá cả của nó được xác định như một hàm của toàn bộ thị trường của nó. Các hàng hóa toàn cầu vật chất đã được thiết lập tốt có các thị trường giao ngay và phái sinh trao đổi tích cực.

## Từ nguyên
Từ commodity được sử dụng trong tiếng Anh vào thế kỷ 15, từ tiếng Pháp commodité, có nghĩa là "tiện nghi hay tiện lợi". Trở lại xa hơn, từ tiếng Pháp được dẫn xuất từ tiếng La-tinh commoditatem (nominative commoditas) nghĩa là "sự phù hợp, tiện lợi hay lợi thế". Gốc Latin commodus (từ đó tiếng Anh phát triển thành các từ khác gồm commodious và accommodate) có các nghĩa khác nhau như "thích hợp" hoặc "biện pháp, thời điểm, điều kiện thích hợp" và "lợi thế, lợi ích".

## Hàng hoá toàn cầu cứng và mềm
Nói chung, hàng hoá toàn cầu các loại khoáng sản như quặng sắt, dầu thô, than đá, muối, đường, trà, hạt cà phê, đậu tương, nhôm, đồng, gạo, lúa mì, vàng, bạc, pa-la-đi, bạch kim.
Các hàng hóa toàn cầu mềm là các hàng hóa được trồng trọt.
Các hàng hóa toàn cầu cứng là các hàng hóa được khai thác bằng cách khai khoáng.
Có một lớp hàng hóa năng lượng quan trọng khác bao gồm điện năng, khí đốt, than đá và dầu. Điện năng có đặc điểm riêng là nó thường không kinh tế nếu tích trữ; do vậy, điện năng phải được tiêu thụ ngay khi nó được sản xuất.
Hàng hóa toàn cầu hóa xảy ra khi một thị trường hàng hóa hoặc dịch vụ đánh mất sự khác biệt giữa các cơ sở cung ứng, thường bởi sự khuếch tán của vốn trí tuệ cần thiết để thu mua hoặc sản xuất nó một cách hiệu quả. Như là, những hàng hóa mà trước kia mang lại biên lợi nhuận lớn đối với những người tham gia thị trường đã trở thành hàng hóa toàn cầu, chẳng hạn như thuốc gốc và các chip DRAM. Một ví dụ khác được trích dẫn từ New York Times Thực phẩm bổ sung vitamin tổng hợp, một viên calci 50mg có giá ngang nhau đối với một người tiêu dùng bất kể là công ty nào sản xuất hoặc ở thị trường nào, và như vậy, vitamin tổng hợp hiện đang được bán với số lượng lớn và có sẵn tại bất kỳ siêu thị nào với rất ít sự khác biệt giữa các thương hiệu.
Có một phổ hàng hoá, chứ không phải là một sự phân biệt rạch ròi giữa "hàng hóa so với sản phẩm có thể phân biệt". Vài sản phẩm có tính không khác biệt đầy đủ,do đó tính có thể thay thế, thậm chí điện có thể được phân biệt trên thị trường dựa trên phương pháp phát điện (ví dụ, nhiên liệu hóa thạch, gió, năng lượng mặt trời). Mức độ nhiều sản phẩm của thương mại hóa phụ thuộc vào tâm lý và phương tiện của người mua. Ví dụ, sữa, trứng, và giấy tập được người tiêu dùng cho là không thể phân biệt được; và theo họ; hoàn toàn có thể thay thế, giá thành thấp nhất là yếu tố duy nhất quyết định trong việc lựa chọn mua. Những khách hàng khác xem xét các yếu tố khác bên cạnh giá cả, chẳng hạn như tính bền vững môi trường và phúc lợi động vật. Với các khách hàng, so sánh giữa những tiêu chí như "sản phẩm hữu cơ hay không" hoặc "nuôi thả vườn hay nuôi trong lồng" được xem là sự khác biệt giữa các thương hiệu sữa hoặc trứng, tỷ lệ tái chế hoặc được cấp giấy chứng nhận từ hội đồng lâm nghiệp được xem là cách phân biệt thương hiệu của giấy viết.

## Công ty trao đổi hàng hóa toàn cầu
Đây là danh sách các công ty trao đổi hàng hóa toàn cầu lớn vận hành toàn thế giới.
1. Vitol
2. Glencore International AG
3. Trafigura
4. Cargill
5. Archer Daniels Midland
6. Gunvor (company)
7. Mercuria Energy Group
8. Noble Group
9. Louis Dreyfus Group
10. Bunge Limited
11. Wilmar International
12. Olam International

## Trao đổi hàng hóa
Trong ý nghĩa ban đầu và đơn giản, hàng hóa là thứ có giá trị, chất lượng đồng đều, được sản xuất với số lượng lớn bởi nhiều nhà sản xuất khác nhau, các sản phẩm từ mỗi nhà sản xuất khác nhau được coi là tương đương. Trên sàn giao dịch hàng hóa, nó là tiêu chuẩn cơ bản được ghi trong hợp đồng xác định hàng hóa, không có bất kỳ chất lượng vốn có trong sản phẩm một nhà sản xuất cụ thể.
Commodities exchanges include:
- Chicago Board of Trade (CBOT)
- Chicago Mercantile Exchange (CME)
- Dalian Commodity Exchange (DCE)
- Global Board of Trade (GBOT)
- Euronext.liffe (LIFFE)
- Kansas City Board of Trade (KCBT)
- Bursa Malaysia Derivatives (MDEX)
- London Metal Exchange (LME)
- New York Mercantile Exchange (NYMEX)
- National Commodity Exchange Limited (NCEL)
- Multi Commodity Exchange (MCX)
- International Indonesian Forex Change Market (IIFCM)
- Marché à Terme International de France (MATIF)

Thị trường cho việc giao dịch hàng thương phẩm có thể rất hiệu quả, đặc biệt nếu phân chia thành các nhóm đáp ứng các nhu cầu của các phân khúc thị trường. Các thị trường này sẽ nhanh chóng đáp ứng với những thay đổi trong cung và cầu để tìm một cân bằng giá và số lượng. Ngoài ra, các nhà đầu tư có thể được tiếp xúc thụ động với thị trường hàng hóa thông qua một chỉ số giá hàng hóa.

## Dữ liệu hàng tồn kho
Các hàng tồn kho các mặt hàng, với hàng tồn kho thấp thường dẫn đến giá tương lai biến động nhiều hơn và làm tăng nguy cơ của "hết kho" (hàng tồn kho cạn kiệt). Theo lý thuyết kinh tế, công ty nhận được lợi tức thuận lợi bằng cách giữ hàng tồn kho các mặt hàng nhất định. Dữ liệu về hàng tồn kho các mặt hàng không có sẵn từ một nguồn chung, mặc dù vậy dữ liệu có sẵn từ nhiều nguồn khác nhau. Dữ liệu hàng tồn kho của 31 mặt hàng được sử dụng trong một nghiên cứu năm 2006 về mối quan hệ giữa số lượng hàng tồn kho và phần bảo hiểm rủi ro hàng hoá trong tương lai.

## Sự hàng hóa toàn cầu hóa của lao động
Trong kinh tế chính trị cổ điển và đặc biệt trong phê bình về kinh tế chính trị của Các Mác, hàng hóa là một đối tượng hay hàng hóa hay dịch vụ ("sản phẩm" hay "hành vi") được sản xuất bởi lao động con người. Objects are external to man. However, some objects attain "use value" to persons in this world, when they are found to be "necessary, useful or pleasant in life," "Giá trị sử dụng" làm cho một đối tượng thành "một đối tượng của mong muốn con người," hoặc là "a means of subsistence in the widest sense."
Khi xã hội phát triển, người ta phát hiện ra rằng họ có thể trao đổi hàng hoá và dịch vụ cho hàng hóa và dịch vụ khác. Ở giai đoạn này, các hàng hóa và dịch vụ đã trở thành "hàng hóa." Hàng hóa được xác định là đối tượng được cung cấp để bán hoặc được "trao đổi trên thị trường." Trên thị trường, nơi hàng hóa được bán, "giá trị sử dụng" không phải là hữu ích trong việc tạo thuận lợi cho việc bán hàng hóa. Theo đó, ngoài việc có giá trị sử dụng, hàng hóa phải có một "trao đổi giá trị"-một giá trị có thể được thể hiện trên thị trường.
Trước Marx, nhiều nhà kinh tế tranh luận như những gì các yếu tố tạo nên giá trị trao đổi. Adam Smith cho rằng ngoại tệ giá trị được tạo thành từ thuê, lợi nhuận, lao động và các chi phí hao mòn trên các công cụ chăn nuôi. David Ricardo, một tín đồ của Adam Smith, cách tiếp cận đổi Smith ở điểm này bằng cách cáo buộc lao động một mình là nội dung của giá trị trao đổi của bất kỳ dịch vụ nào. Trong khi duy trì tất cả các giá trị trao đổi hàng hóa được bắt nguồn trực tiếp từ bàn tay của những người đã làm cho hàng hóa, Ricardo lưu ý rằng chỉ một phần của giá trị trao đổi của hàng hóa đã được trả cho người lao động, người làm hàng hóa. Các phần khác của các giá trị của hàng hóa đặc biệt này là lao động không được trả cho người lao động công nhân không được trả lương. Lao động chưa thanh toán này đã được giữ lại bởi các chủ sở hữu các phương tiện sản xuất. Trong xã hội tư bản, nhà tư bản sở hữu các phương tiện sản xuất và do đó lao động chưa thanh toán được giữ lại bởi các nhà tư bản như thuê hoặc như lợi nhuận. Phương tiện sản xuất có nghĩa là trang web nơi mà hàng hóa được thực hiện, các sản phẩm nguyên liệu được sử dụng trong việc sản xuất và các công cụ hoặc máy móc được sử dụng để sản xuất hàng hoá.
Tuy nhiên, không phải tất cả các mặt hàng có thể sinh sản cũng không được tất cả các mặt hàng ban đầu dự định được bán trên thị trường. Các mặt hàng này có giá cũng đang được coi là hàng hóa, ví dụ như người lao động quyền lực, tác phẩm nghệ thuật và tài nguyên thiên nhiên ("đất chính nó là một công cụ lao động"), mặc dù họ có thể không được sản xuất đặc biệt cho thị trường, hoặc là hàng hoá không tái sản xuất.
Phân tích hàng hóa của Marx được thiết kế để giúp giải quyết vấn đề của việc thiết lập các giá trị kinh tế hàng hóa, bằng cách sử dụng lý thuyết giá trị của lao động. Vấn đề này đã được thảo luận rộng rãi bởi Adam Smith, David Ricardo và Karl Rodbertus-Jagetzow cùng những người khác.
Tất cả ba nhà kinh tế nói trên, bác bỏ giả thuyết cho rằng lao động gồm 100% giá trị trao đổi hàng hóa nào. Trong mức độ khác nhau, các nhà kinh tế đã chuyển sang cung cấp và nhu cầu để thiết lập giá các mặt hàng. Marx cho rằng "giá cả" và "giá trị" của một mặt hàng là không đồng nghĩa. Giá hàng hóa bất kỳ sẽ thay đổi theo sự mất cân đối cung cấp cho nhu cầu tại bất kỳ thời gian một thời gian. "Giá trị" của hàng hóa tương tự, phù hợp và có thể phản ánh lượng giá trị lao động được sử dụng để sản xuất ra hàng hóa đó.
Trước Marx, các nhà kinh tế lưu ý rằng vấn đề với việc sử dụng "số lượng lao động" để thiết lập giá trị của hàng hóa là thời gian mà một người lao động không có tay nghề sẽ dài hơn thời gian dành cho các hàng hóa tương tự của một công nhân lành nghề. Như vậy, theo phân tích này, hàng hóa được sản xuất bởi một công nhân không có tay nghề sẽ có giá trị hơn hàng hóa cùng được sản xuất bởi các công nhân lành nghề. Marx đã chỉ ra, tuy nhiên, trong xã hội nói chung, một số tiền trung bình của thời điểm đó là cần thiết để sản xuất hàng hóa sẽ phát sinh. Thời gian trung bình này cần thiết để sản xuất hàng hóa Marx gọi là "thời gian lao động xã hội cần thiết" Thời gian lao động xã hội cần thiết là cơ sở thích hợp làm cơ sở các "trao đổi giá trị" của một loại hàng hóa nhất định.
Giá trị và giá cả không phải là thuật ngữ tương đương trong kinh tế, và Lý thuyết hoá các mối quan hệ cụ thể của giá trị theo giá thị trường là một thách thức cho các nhà kinh tế đều tự do và chủ nghĩa Mác. Tuy nhiên, Marx cho rằng giá trị và giá cả của hàng hóa bất kỳ chỉ trùng hợp khi cung và cầu là tương đương với nhau.